# أم عزام
أم عزام إحدى قرى مركز القصاصين التابع لمحافظة الإسماعيلية بجمهورية مصر العربية.